# 228 v.Chr.
Het jaar 228 v.Chr. is een jaartal in de 3e eeuw v.Chr. volgens de christelijke jaartelling.

## Gebeurtenissen

### Griekenland
- De Romeinen belegeren de Illyrische hoofdstad Shkodër, koningin Teuta sluit met Rome een vredesverdrag.

### Klein-Azië
- Attalus I van Pergamon verslaat Antiochus Hierax (broer van Seleucus II Callinicus) en verovert geheel Anatolië. Alleen Cilicië blijft bezet door Ptolemaeus III van Egypte.

### Carthago
- Hasdrubal de Schone sticht in Spanje de stad Carthago Nova (huidige Cartagena).

### Italië
- Spurius Carvilius Maximus en Quintus Fabius Maximus Verrucosus zijn - beiden voor de tweede keer - consul in het Imperium Romanum.

## Geboren
- Prusias I van Bithynië (~228 v.Chr. - ~182 v.Chr.), koning van Bithynië
- Titus Quinctius Flamininus (~228 v.Chr. - ~174 v.Chr.), Romeins consul en veldheer

## Overleden
- Ktesibios van Alexandrië, Grieks wiskundige en uitvinder (57)
- Teuta, koningin van Illyrië